# Pálos kolostor (Bükkszentlélek)
A szentléleki pálos kolostor gótikus műemlék monostorrom a Bükk-vidék területén.
A Bükk rejtekében, 710 m magasságban, a világtól elzárt ősvadonban épült föl a pálos szerzetesek kolostora, igazi, remeték számára való helyen. Ómassáról meredek úton, az ún. Szuszogó-ösvényen lehet följutni a romjaihoz. Némi ereszkedővel találhatott a középkor embere is a közeli forrásoknál (Mária-forrás, Ámor-forrás) vizet. A Szentlélek tiszteletére szentelt kolostorról kapta a terület ma használatos nevét (Bükkszentlélek). A templom falai ma is magasan állnak, a rendház falainak jelentős maradványaival. A templom egyhajós, szentélye sokszögzáródású. Hossza 20, szélessége 9,5 méter.
1240-ben Dédes és Tardona határjárásában már említenek ezen a környéken élő remetéket. A pálos kolostort 1313 előtt alapította az Ákos nembeli István nádor a Szentlélek és Krisztus Teste tiszteletére. A 14–15. században egymás után kaptak a királyi adományokat a szerzetesek. János király 1530-ban még megerősített egy adománylevelet, de 1540 körül már világiak kezére jutottak a birtokaik, s az elszegényedett kolostor elnéptelenedett. Az 1739-ben Diósgyőrbe visszatelepülő pálos szerzetesek már nem vállalkoztak a rommá vált monostor újjáépítésére.

## Képgaléria

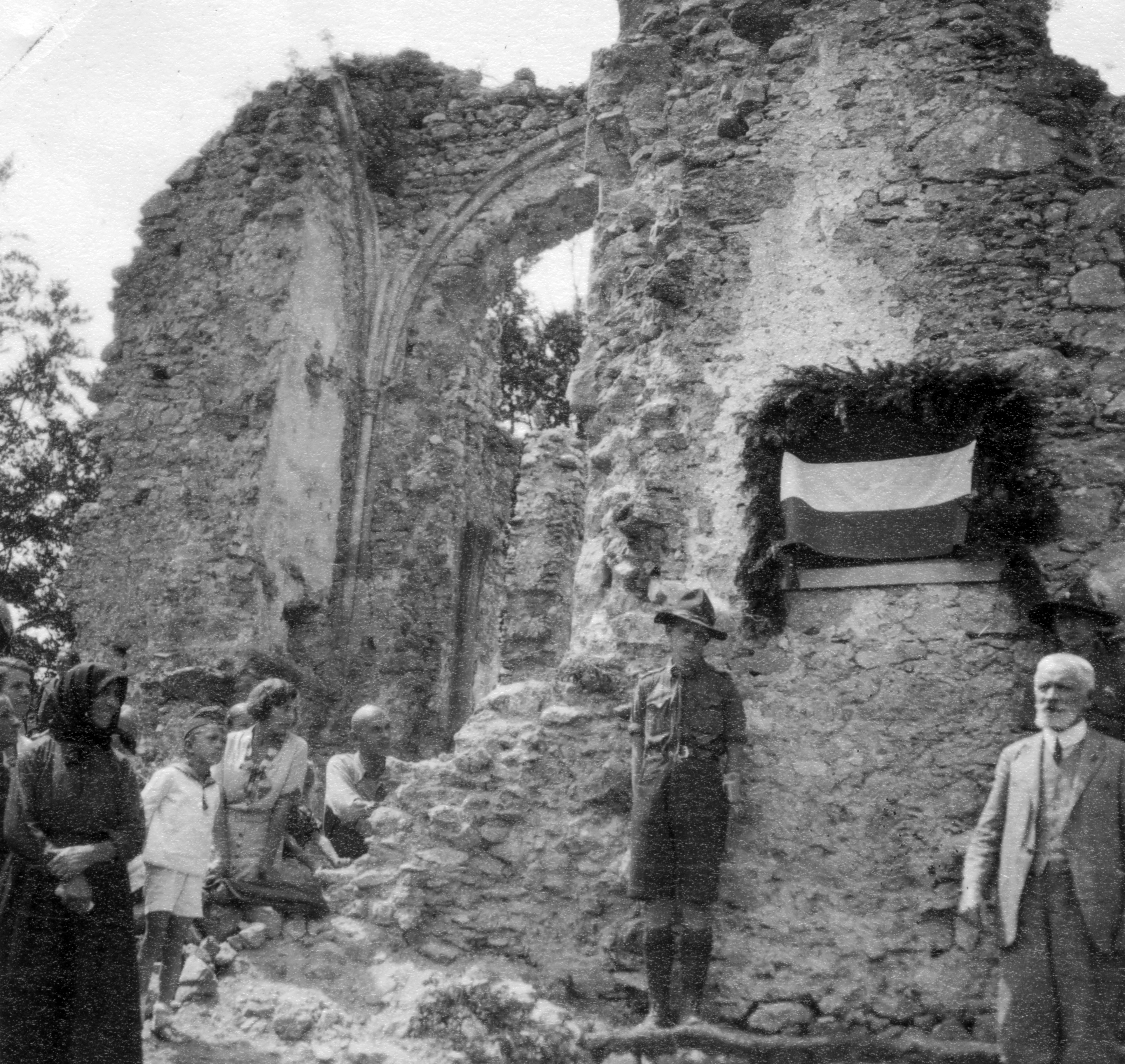
Az 1934-es ünnepség
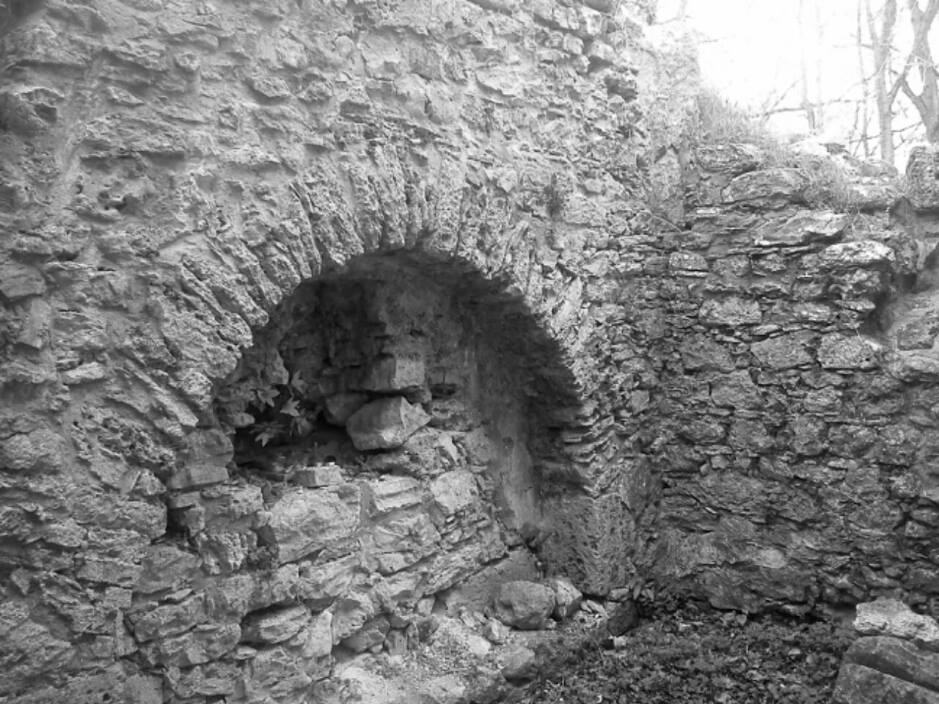
A turisták gyertyái és virágai, valamint a „kőarc”
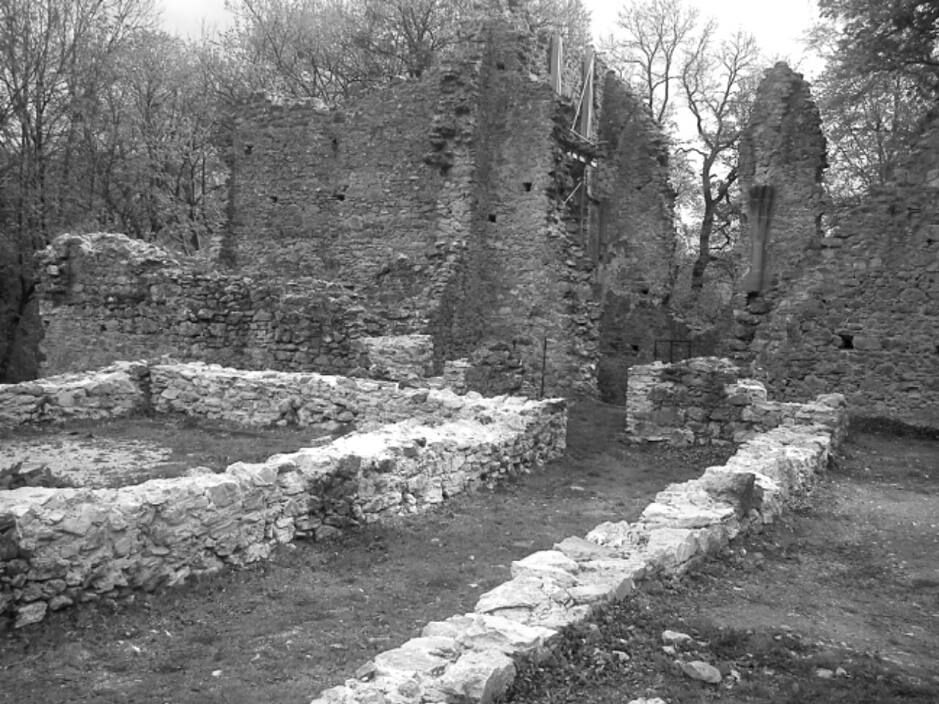
A kolostor és rendház romjai, az északi oldalról
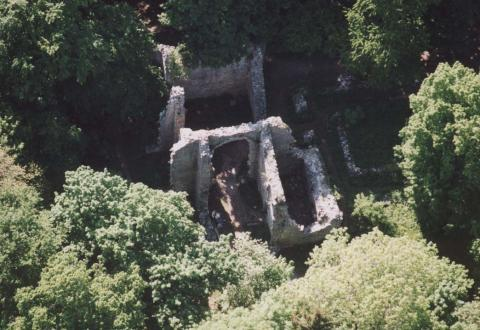
A kolostor romjai légi felvételen
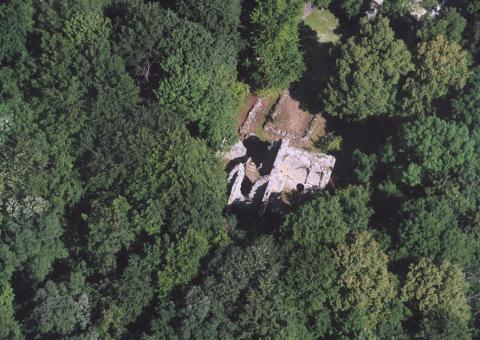
A kolostor romjai légi felvételen
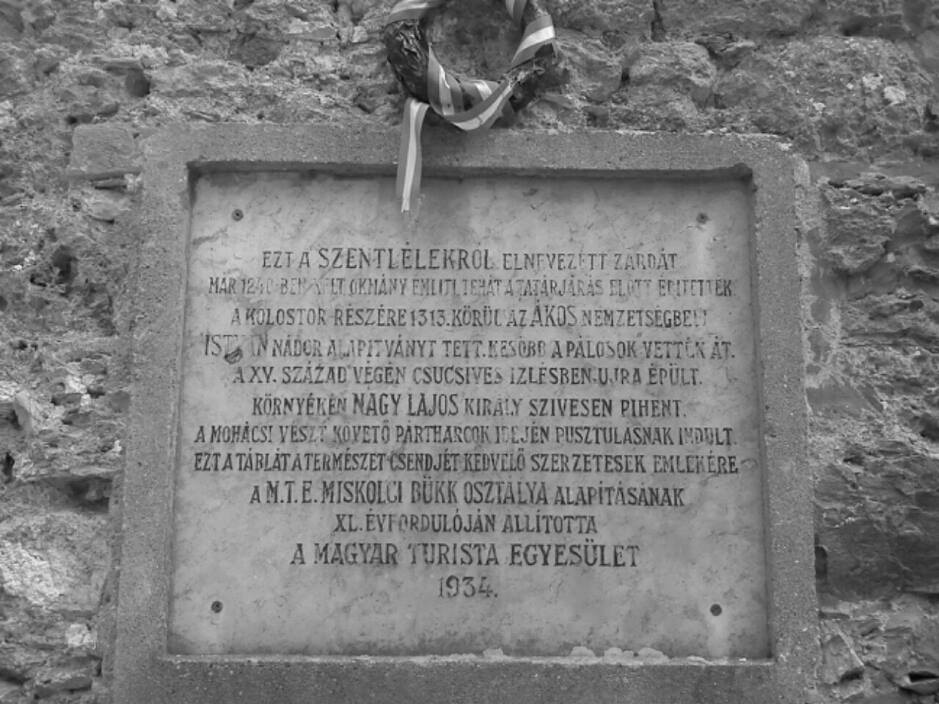
A Magyar Turista Egyesület által állított emléktábla
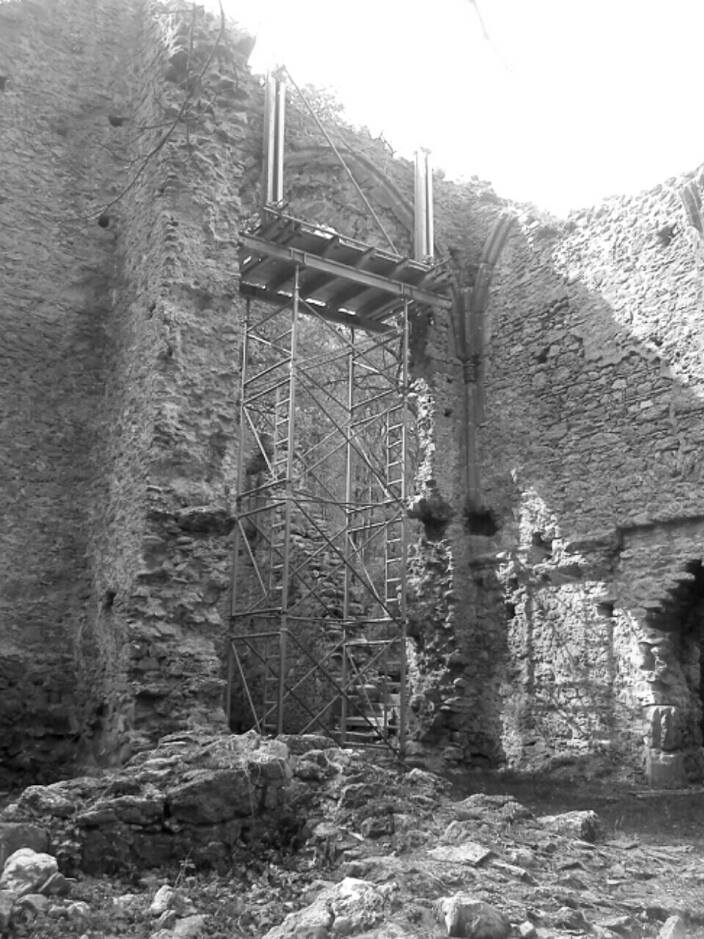
Az egyetlen, még álló gótikus csúcsív állagmegőrző alátámasztása (2014)